# Wolfsgraben
Wolfsgraben è un comune austriaco di 1 707 abitanti nel distretto di Sankt Pölten-Land, in Bassa Austria. Tra il 1938 e il 1954 era accorpato alla città di Vienna.